# Mimosa tocantina
Mimosa tocantina là một loài thực vật có hoa trong họ Đậu. Loài này được Taub. miêu tả khoa học đầu tiên.